# Gapado
Gapado (koreanska: 가파도) är en ö i Sydkorea.   Den ligger i provinsen Jeju, i den södra delen av landet, 500 km söder om huvudstaden Seoul. Arean är 1,1 kvadratkilometer.
Terrängen på Gapado är platt. Den sträcker sig 1,3 kilometer i nord-sydlig riktning, och 1,5 kilometer i öst-västlig riktning.